# レ・ディタリア級装甲艦
| レ・ディタリア級装甲艦 | レ・ディタリア級装甲艦                                                                                   |
| ---------------------- | --- |
| 写真はレ・ディタリア   | |
| 艦級概観               | |
| 艦種                   | 装甲艦                                                                                                   |
| 艦名                   | |
| 前級                   | プリンチペ・ディ・カリニャーノ級                                                                         |
| 次級                   | レジナ・マリア・ピア級                                                                                   |
| 性能諸元               | |
| 排水量                 | 常備：5,700トン 満載：6,180トン                                                                          |
| 全長                   | 99.6m 垂線長：84.3m                                                                                      |
| 全幅                   | 16.6m |
| 吃水                   | 6.7m |
| 機関                   | 形式不明石炭専焼角缶6基 +振動レシプロ機関1基1軸推進                                                      |
| 最大出力               | 1,800hp                                                                                                  |
| 最大速力               | 12.0ノット（機関航行のみ）                                                                               |
| 航続距離               | -ノット/-海里                                                                                            |
| 燃料                   | 800トン（石炭）                                                                                          |
| 乗員                   | 25名（士官） 525名（科員）                                                                               |
| 兵装                   | 20.3cm（72ポンド）鋼製単装ライフル砲2基 20.3cm（72ポンド）鉄製単装滑腔砲4基 16.4cm鉄製単装ライフル砲30基 |
| 装甲（鉄製）           | 舷側：120mm 砲郭：-mm 司令塔：-mm                                                                        |

レ・ディタリア級装甲艦 (Fregate corazzate della classe Re d'Italia) とはイタリア海軍が1860年代に購入した装甲艦の艦級である。イタリア海軍では一等装甲蒸気フリゲートと分類していた。

## 概要

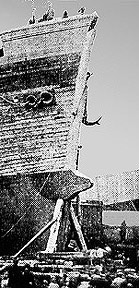
レ･ディタリアの艦首の衝角。

まだ国内の工業力が未発達であったイタリアは宿敵オーストリア＝ハンガリー帝国海軍に対抗すべく、アメリカに装甲艦2隻を発注した。これは本級である。この当時のアメリカ合衆国は南北戦争中で海軍は未発達であり、そのために本級は木造艦に鉄板を要所に貼り付けた様式となった。
本艦の基本構造は鉄製で3本のマストと一本煙突と艦首に装備された衝角を持つ装甲フリゲートとしてアメリカで設計・建造された。船体側面部に120mm装甲板が張られた砲廓(ケースメート)を持ち、20.3cm（76ポンド）鋼製ライフル砲を単装砲架で片舷1基ずつ計2基と20.3cm（72ポンド）鉄製滑腔砲を単装砲架で片舷2基ずつ計4基と16.4cm鉄製ライフル式単装砲を片舷15基ずつ計30基を配置した。

## 同型艦
- レ・ディタリア（Re d'Italia）

1861年11月21日にアメリカ、ニューヨーク、ウィリアム・ウェップ造船所にて起工、1863年4月18日進水、1864年9月18日竣工、1866年7月20日にリッサ海戦で戦没。
- レ・ディ・ポルトガッロ（Re di Portogallo）

1861年12月にアメリカ、ニューヨーク、ウィリアム・ウェップ造船所にて起工、1863年8月29日進水、1864年3月12日竣工、1875年3月31日に除籍。艦名「ポルトガル王」はルイス1世に因む。